# TBN 울산매거진
피현아의 TBN 울산매거진은 TBN 울산교통방송(FM 104.1MHz)에서 평일 오후 4시 5분부터 6시까지 방송하는 주요뉴스, 경제, 문화, 교통정보, 교양정보 프로그램이다.

## 프로그램 소개
- 오늘 하루를 마무리 하는 시간! 다양한 출연자들의 이야기로 울산의 오후를 가득 채운다. 울산의 주요 뉴스를 비롯해 경제, 문화, 교통의 생활정보를 제공! 지역민을 위한 생활밀착형 교양정보 프로그램!

## 코너소개

### 매일 코너
- 아무 퀴즈: 매일 다른 주제의 퀴즈로 청취자 참여 코너
- 이 시각 핫이슈!: 이 시간 가장 핫한 뉴스 제공
- 물음표의 역사: 핫한 오늘 키워드의 역사를 전달

## 요일 코너

### 월요일
- 비하인드 뉴스 : 헤드라인 뉴스의 뒷이야기!(프레시안 이승선 기자)
- 부동산 인사이트 : 부동산에 대한 모든 것(동의대 강정규 교수)
- 울산 구정소식 : 울산지역 5개 구,군의 정보!

### 화요일
- 안전의 발견 : 안전 이슈 및 교통 소식(이혜정 기자, 울산경남지부 심성보 교수)
- 리스타트 울산경제 : 울산의 일자리 소개(장애인고용공단, 울산새일센터, 중부새일센터, 조선업희망센터, 동구퇴직자지원센터)
- TBN초대석 : 울산 중요 인사와 인터뷰(매주 섭외)

### 수요일
- 울산의 발견 : 울산의 이슈를 파헤쳐 보는 시간 (울산시민연대 김지훈 팀장, 울산신문 김진영 편집 국장)
- 안전한 울산 만들기 : 울산의 교통안전 민원과 교통 시책 소개 (교통안전공단, 울산광역시청, 울산지방경찰청)
- 재난안전전망대 : 울산의 재난 정보와 효과적인 대응 대책 (울산소방서, 울산광역시청, 울산기상대, 안전보건공단)

### 목요일
- 문화의 발견 : 울산의 문화 소식(울산신문 강현주 기자)
- 함께 울산! : 울산시민들의 공유해야 할 울산 이야기(울산일자리재단, 노동부 울산지청, 대한적십자사, 중소기업청)
- 착한 운전 패키지 : 안전한 도로를 위한 3가지 착한운전 프로젝트

### 금요일
- 이주의 키워드 : 한주의 키워드를 집어보는 시간(BC에이전시 홍순철 대표)
- 내일의 장보기 : 밥상 물가 알려주는 시간(박미용 리포터)
- 마이크드림 : 울산시청자미디어센터와 함께하는 어린이 안전 프로젝트! 일상 생활 속 안전 상식을 어린이들의 목소리로 들어보는 시간.